# High We Exalt Thee, Realm of the Free
"High We Exalt Thee, Realm of the Free" là quốc ca của Sierra Leone. Bài hát được Clifford Nelson Fyle viết lời và John Akar phổ nhạc. Sau khi Sierra Leone độc lập khỏi Anh Quốc, bài hát được chọn làm quốc ca nước này từ năm 1961, thay thế cho bài "God save the Queen".

## Lời tiếng Anh
I
High we exalt thee, realm of the free;
Great is the love we have for thee;
Firmly united ever we stand,
Singing thy praise, O native land.
We raise up our hearts and our voices on high,
The hills and the valleys re-echo our cry;
Blessing and peace be ever thine own,
Land that we love, our Sierra Leone.
II
One with a faith that wisdom inspires,
One with a zeal that never tires;
Ever we seek to honour thy name,
Ours is the labour, thine the fame.
We pray that no harm on thy children may fall,
That blessing and peace may descend on us all;
So may we serve thee ever alone,
Land that we love, our Sierra Leone.
III
Knowledge and truth our forefathers spread,
Mighty the nations whom they led;
Mighty they made thee, so too may we
Show forth the good that is ever in thee.
We pledge our devotion, our strength and our might,
Thy cause to defend and to stand for thy right;
All that we have be ever thine own,
Land that we love, our Sierra Leone.